# Batalla de Rossbach
La batalla de Rossbach (5 de noviembre de 1757) se libró durante la guerra de los Siete Años (1756-1763) cerca del pueblo de Rossbach, en aquel entonces perteneciente a la Sajonia prusiana. Federico II el Grande derrotó a las fuerzas aliadas de Francia y el Sacro Imperio Romano Germánico.

## Antecedentes

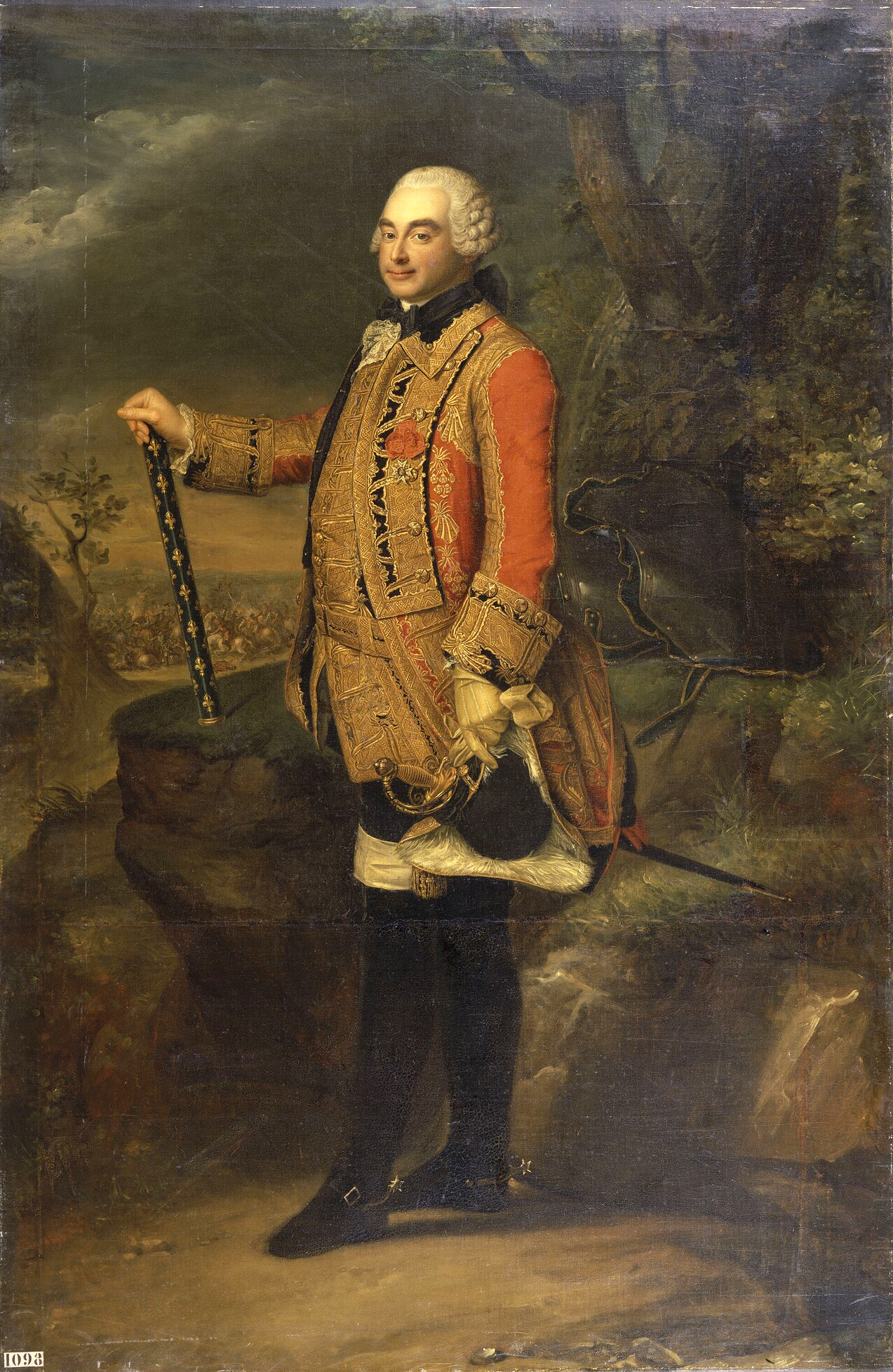
Retrato de Carlos de Rohan

En 1755 se produjo un acercamiento anglo-prusiano gracias al Tratado de Westminster, una alianza defensiva.
Como respuesta a esta alianza, María Teresa I de Austria consiguió atraerse a Luis XV de Francia y a la zarina Isabel a una coalición antiprusiana gracias a la acción diplomática del príncipe Wenzel Anton Graf von Kaunitz.
Consciente del peligro de la coalición, Federico II tomó la iniciativa. El 2 de agosto de 1756 dirigió un ultimátum a Viena pidiendo la confirmación de su renuncia a Silesia. Ante la negativa austriaca, ya esperada por el prusiano, se lanzó contra Sajonia, aliada de Austria y cuyo elector era suegro del delfín de Francia. Pero el éxito no fue el esperado y los sajones resistieron en la fortaleza de Pirna hasta dos meses después, acrecentando los deseos de Austria, Rusia y Francia de ir a la guerra contra Prusia.
Ya en 1757, Federico II había invadido Bohemia en primavera, plantándose pronto en Praga. Sin embargo, un ejército de socorro comandado por el mariscal Maximilian Ulysses Browne se dirigió en mayo a Praga para levantar el asedio que sufría esta ciudad. Federico se enfrentó a él y, pese a la inferioridad numérica de las fuerzas prusianas, venció tras un combate sangriento en el que pereció el mariscal von Schwerin, amigo del monarca.
Un mes más tarde Leopold Joseph von Daun, al frente de otro ejército austriaco, volvió a Praga para auxiliar a la plaza. En la batalla de Kolin, Federico II estuvo a punto de caer prisionero. Tras sufrir 14.000 bajas, Federico II no tuvo más remedio que abandonar Praga y regresar a Sajonia. 
Después de la batalla de Kolin, los austriacos marcharon a Silesia para reconquistar la provincia perdida en la guerra de sucesión austriaca. Al mismo tiempo, un ejército francés, al mando de Charles de Rohan, Príncipe de Soubise, se dirigió hacia Franconia, donde se unió con el ejército imperial del Príncipe José Federico de Sajonia-Hildburghausen.
El plan aliado consistía en que Soubise y el Príncipe de Sajonia-Hildburghausen marchasen contra Sajonia, mientras que las tropas francesas de Hannover avanzaban hacia Brandeburgo, las rusas a la Prusia oriental y las austriacas a Silesia.
En octubre Federico desplazó su ejército hacia el oeste en dirección al de Soubise y Sajonia-Hildburghausen; este último superaba al ejército prusiano en proporción de dos a uno.
El 4 de noviembre, el ejército prusiano acampó cerca de la localidad de Rossbach, no muy lejos del ejército aliado.

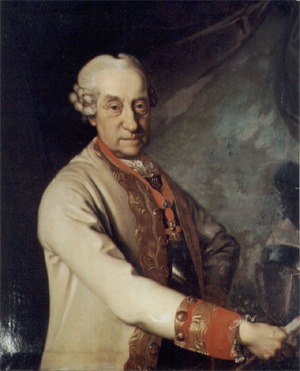
Retrato del Príncipe de Sajonia-Hildburghausen, obra de Johann Valentin Tischbein.

## Fuerzas y planes de batalla
Sajonia-Hildburghausen y Soubise decidieron en la mañana del 5 de noviembre de 1757 atacar al rey prusiano. En vez de un ataque frontal, pensaban ocultar su campamento y desplazar sus columnas hacia el flanco izquierdo prusiano para sorprender a Federico II.
El plan era muy bueno y sería utilizado por Federico II un mes más tarde en la batalla de Leuthen. Sin embargo, las tropas franco-imperiales no poseían la disciplina del ejército prusiano y necesitaron toda la mañana para organizarse en tres columnas de marcha. La vanguardia estaba formada por caballería austriaca y alemana. Las dos primeras columnas aliadas pertenecían al ejército francés y la tercera al imperial.
El ejército franco-imperial estaba formado por 41.000 soldados, de los que 11.000 eran imperiales, siendo el resto franceses. Contaba además con 45 cañones.
Las tropas prusianas eran inferiores en número en la proporción casi de dos a uno. Poseía el ejército prusiano 22.000 hombres y 79 cañones.
Las patrullas de reconocimiento prusianas detectaron gran actividad en el campamento enemigo pero no había indicios de movimiento. A la hora del almuerzo, un capitán prusiano interrumpió a Federico II para comentarle que había observado columnas aliadas a la izquierda de las prusianas. Federico II no lo creyó, pero cuando varios hombres le trasmitieron el mismo mensaje, reaccionó con premura.
Al observar que la vanguardia de la caballería austriaca se movía en perpendicular a su izquierda, ordenó al general Federico Guillermo  von Seydlitz, el comandante de su caballería, que tomase a todos sus hombres y los dirigiera contra el avance aliado.
La infantería también avanzó y aprovechó que -en oblicuo con las columnas aliadas- se encontraba el monte Janus, colocando los cañones en la cima del mismo para bombardear a los franceses desde aquella posición, a más de 1,5 km de distancia, y tomó posiciones sobre el monte.

## La batalla

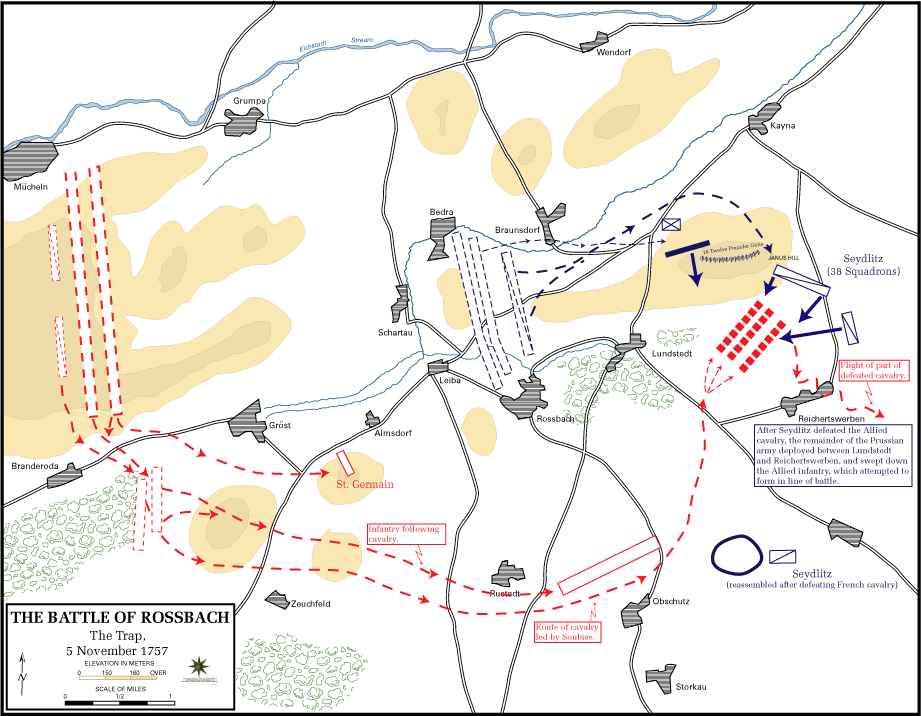
Batalla de Rossbach.

La artillería prusiana abrió fuego sobre las 15:15 horas, y la caballería de Federico Guillermo von Seydlitz apareció poco después y cargó contra la caballería austriaca y alemana que se encontraba aún en columna. La lucha fue dura pero los prusianos salieron vencedores y la caballería aliada se dispersó. 
Según descendía la infantería prusiana del monte, la caballería de Seydlitz marchó hasta colocarse frente al flanco derecho de la columna francesa pasadas las poblaciones de Posendorf y Tagewerden.
La infantería francesa vio la llegada de la infantería prusiana cuando los batallones de la izquierda rodeaban la derecha del frente francés. A ello ayudó una hondanada que ocultaba el avance prusiano una vez hubieron descendido del monte Janus. El frente y el ala derecha prusiana aparecieron un poco más tarde. Los franceses no pudieron desplegarse y solo siete batallones lograron hacer frente a la infantería prusiana, por lo que pronto empezaron a flaquear.
La caballería de Seydlitz cargó por la derecha contra el ejército aliado y el ejército imperial se derrumbó. Soubise apenas pudo controlar a sus hombres, mientras Hilburghausen, al encontrarse en la retaguardia, pudo organizar sus batallones y cubrir la retirada francesa.
Sin embargo, las tropas imperiales, terminaron por huir al sufrir un fuerte fuego de artillería y recibir la carga de la caballería prusiana. A las 17:00 horas la batalla había terminado.

## Consecuencias
El ejército de Federico II el Grande sufrió 500 bajas, mientras que las pérdidas francesas e imperiales fueron de 5.000 muertos y 5.000 prisioneros. Federico decidió avanzar hacia el este para enfrentarse a los austriacos en Silesia y un mes más tarde consiguió la victoria de Leuthen.
Paradójicamente tampoco tuvo muy malas repercusiones para Soubise, quien responsabilizó a Hilburghausen de la derrota. El príncipe recibió el bastón de mariscal de Francia y al año siguiente se le encargó una nueva misión. 